# Barstadvika
Die Barstadvika ist ein kleiner Eishafen vor der Prinzessin-Martha-Küste des ostantarktischen Königin-Maud-Lands. Die Bucht liegt am Rand des Fimbul-Schelfeises.
Norwegische Kartographen nahmen die Benennung vor.